# Necropoli del Poggino
La necropoli del Poggino è una necropoli etrusca situata nei pressi di Fonterutoli, nel comune di Castellina in Chianti.
La necropoli è posta su una collina che fu utilizzata come cimitero (necropoli) da una comunità etrusca che abitò il territorio dalla fine del VII secolo a.C. fino al V secolo a.C.
Sono state identificate cinque tombe in questa necropoli: quattro a camera e una a cassone. Le tombe  furono saccheggiate da tombaroli in epoche passate. Le quattro tombe oggi visibili hanno una struttura monumentale e sono unite tra loro attraverso un sentiero che si dipana nel bosco.

## Tomba numero 1
La tomba è ancora provvista del dromos d'accesso del tipo a schiena d'asino. Percorrendolo per entrare nella camera, si vedrà che le soglie originali sono ancora al loro posto.
La porta, dispersa, doveva essere chiusa da una lastra di pietra. Queste tombe potevano essere utilizzate più volte e, quindi, si può immaginare, un sistema d'apertura basato su cardini. Le camere che componevano questa tomba erano tre: le due situate alla destra ed alla sinistra della porta d'ingresso, al momento della scoperta erano molto danneggiate, probabilmente a causa delle violazioni ripetute che la tomba ha subito in passato.
La camera centrale la si può ancora ammirare nella propria dimensione d'origine. Al centro di questa camera, si può notare, rimessi al proprio posto, il pilastro che sosteneva la copertura della tomba probabilmente fatta di lastre disposte a gradoni che erano sorrette dal pilastro stesso. I tipi di pietre utilizzate per questa tomba, come anche per le altre, sono da una parte l'alberese, una pietra calcarea locale di un colore che oscilla dal grigio al giallo chiaro e dalla superficie liscia, come il travertino, probabilmente importato da altre zone del territorio di Siena, dall'altro un tipo di roccia calcarea che si riconosce dal suo aspetto poroso e ruvido al contatto.
Fra i resti dei materiali provenienti da questa tomba, ricordiamo due anfore in ceramica greca (a figure nere) che risale alla metà del VI secolo a.C. In una delle anfore vi è rappresentata una scena di banchetto.

## Tomba numero 2

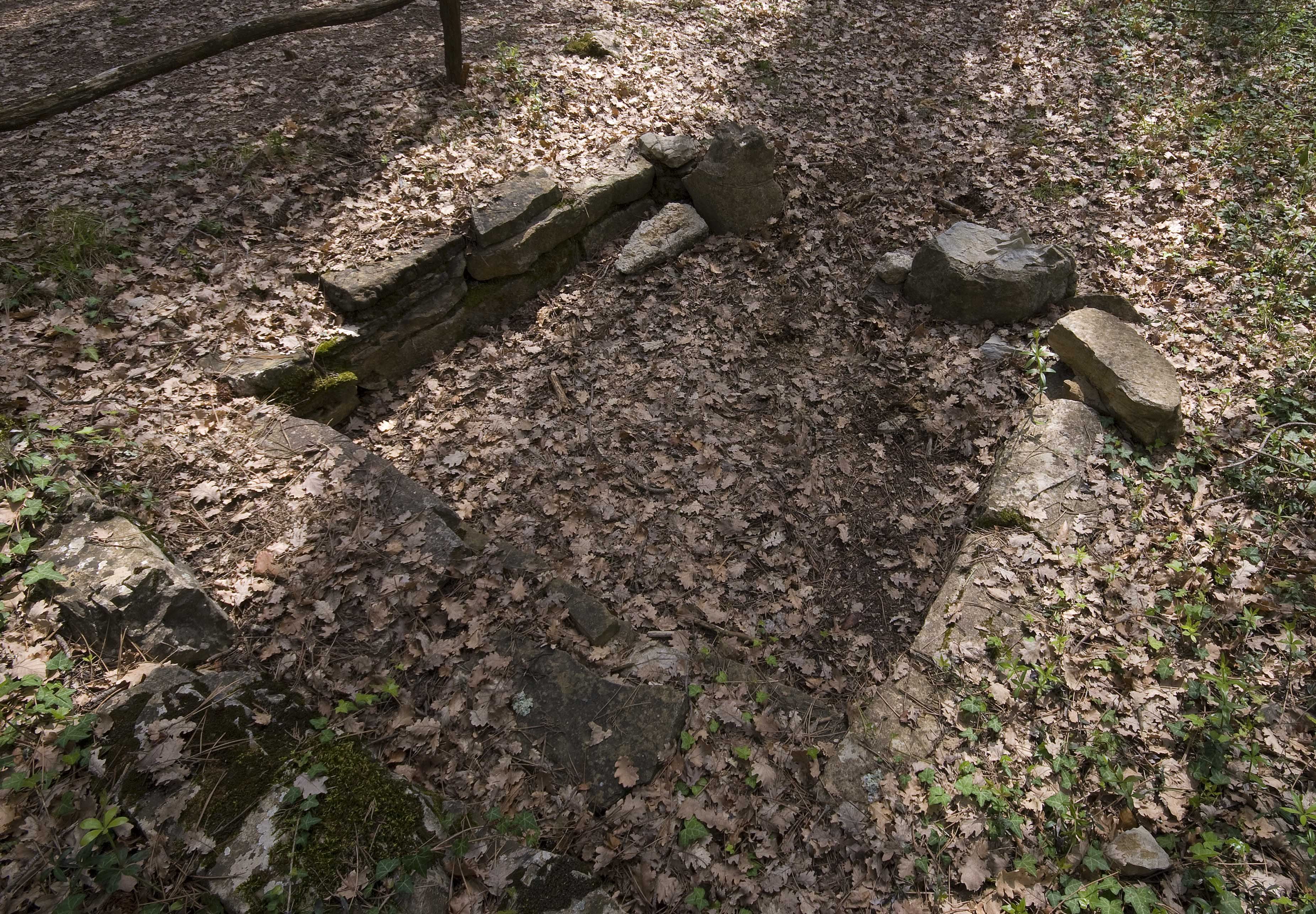
Tomba numero 2

Questa tomba possiede una struttura meno articolata della precedente: il dromos è assente e la tomba è composta di una sola camera. Si può notare che le due pietre che formavano la porta sono ancora in piedi. Malgrado le dimensioni ridotte, rispetto all'altra tomba, occorre ricordare che questa tomba era ricoperta da un tumulo e nella parte interna l'aspetto doveva essere del tipo a gradoni.

## Tomba numero 3

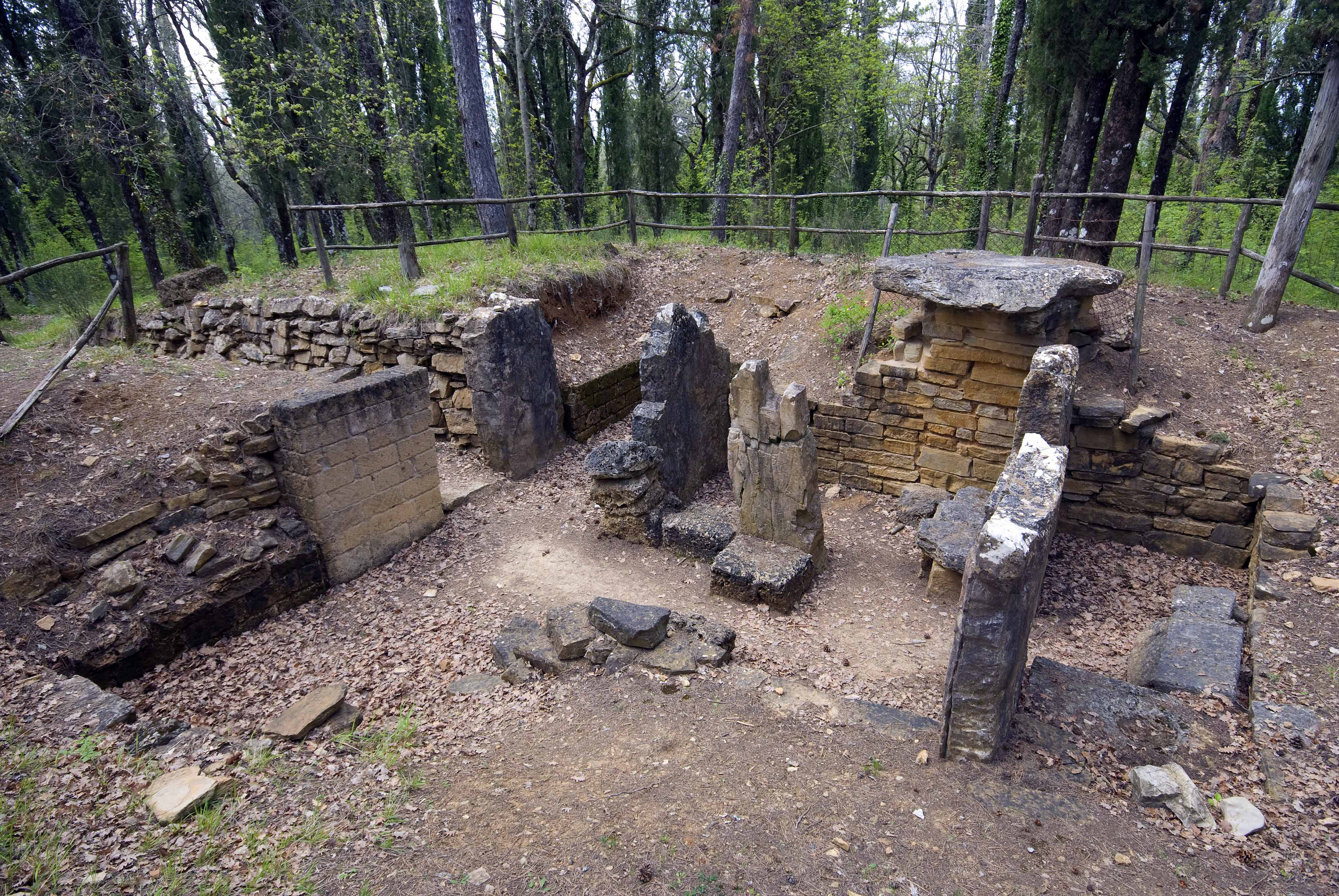
Tomba numero 3

Questa tomba è la più grande della necropoli e anche la più antica, infatti è stata la prima ad essere costruita alla fine del VII secolo a.C. Le dimensioni della tomba e la ricchezza di quello che rimane del corredo consentono di attribuirla ad una potente famiglia del luogo di rango principesco.
L'aspetto monumentale della tomba è chiaramente intuibile dalle dimensioni considerevoli della parte del tumulo rimasta. È composta da un lungo dromos d'ingresso del tipo a schiena d'asino, come quello della prima tomba, e da un vestibolo che immette in tre celle disposte a croce. La soglia d'ingresso è tuttora in piedi.
L'interno è composto da tre camere e da un locale più piccolo situato in fondo alla tomba. Le due camere a destra e a sinistra della porta d'ingresso, al momento della scoperta erano fortemente danneggiate. Per il restauro delle mura sono state utilizzate pietre di tufo giallo per differenziarle dal muro originario.
Nella camera principale, si può notare il largo uso di travertino, materiale usato in special modo nel pilastro centrale che serviva quale elemento portante per la cupola. È molto probabile che questa camera principale sia stata modificata già in epoca etrusca. In effetti sembra che la parte sinistra, dove presumibilmente si trovava il sarcofago sia stata creata successivamente allo scopo di ottenere un allargamento della camera di deposizione.
Passando attraverso una porta, delimitata da una coppia di grosse lastre di travertino, si entra nella parte più piccola, una sorta di cella situata nel fondo della tomba, dove si trovava un'altra camera di deposizione.
In questa cella fu ritrovata una parte del corredo funebre, che poi è stato utilizzato per la datazione della tomba. Risale alla fine del VII secolo a.C.
Gli oggetti ritrovarti furono: i resti di un'urna destinata a contenere le ceneri del defunto (Urna cineraria), un frammento di ferro che serviva di decorazione ad una cassa in legno da parata, alcune placche di avorio incise e frammenti di vasi in bronzo.

## Tomba numero 4

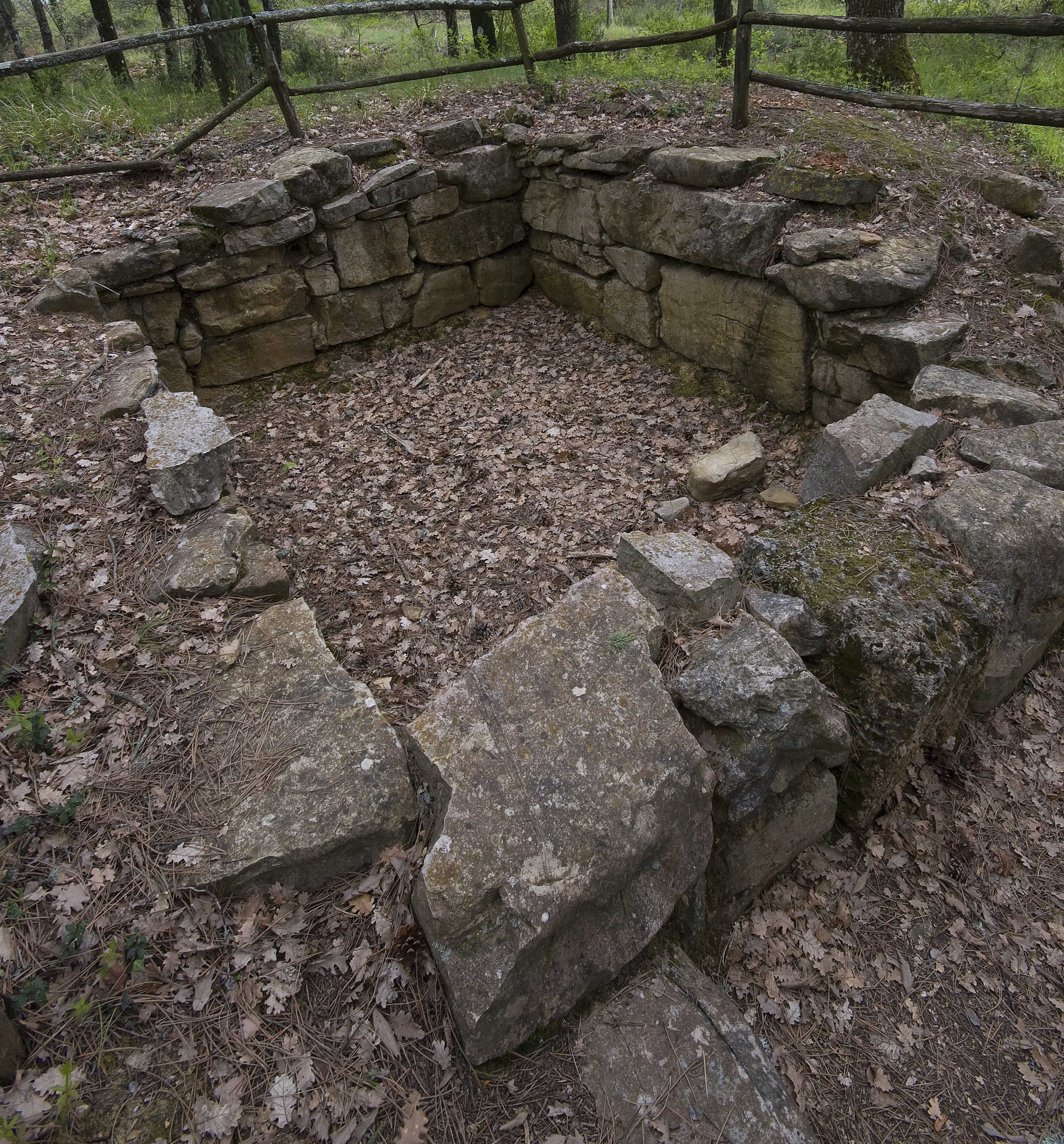
Tomba numero 4

Questa ultima tomba è la più recente della necropoli, come si può dedurre dal materiale ritrovato che permette di datarla al V secolo a.C.
Le caratteristiche della struttura ricordano quelle della tomba numero 2. Si caratterizza per l'assenza del dromos e per la presenza di una camera unica. Anche la copertura doveva essere simile a quella della tomba Numero 2.
Un blocco di travertino rimasto in piedi ci fa immaginare la struttura della porta: il travertino è stato largamente utilizzato anche in questa tomba.